# 생식계열
생식세포계열(生殖細胞系列, 영어: germline)은 생식자가 유래되어 나오는 세포계열로서, 몇 세대가 지나도 지속되는 세포계열을 말한다. 배우체가 유도되는 세포의 계열이다.

## 같이 보기
- 후성유전학